# Флаг Тевризского района
Флаг Теври́зского муниципального района Омской области Российской Федерации — опознавательно-правовой знак, служащий официальным символом муниципального образования.
Флаг утверждён 31 января 2011 года и подлежит внесению в Государственный геральдический регистр Российской Федерации.

## Описание флага
«Прямоугольное двухстороннее полотнище с отношением ширины к длине 2:3, разделённое на три равные части: 

— нижняя — зелёная, 

— средняя — белая (серебряная) с голубой (лазоревой, синей) волнистой лентой, 

— верхняя — жёлтая (золотая)».

## Символика флага
Флаг Тевризского муниципального района разработан на основе герба Тевризского муниципального района Омской области. Во флаге присутствуют четыре цвета: зелёный (зелень), белый (серебряный), голубой (лазоревый, синий), жёлтый (золотой).
Флаг имеет форму прямоугольника, разделённого по горизонтали на три равные части:
— нижняя — зелёный цвет (зелень),
— средняя — белый цвет (серебро),
— верхняя — жёлтый цвет (золото).
В белом (серебряном) поле расположена голубая (лазоревая, синяя) волнистая лента, занимающая одну треть по ширине белой части флага.
Зелёный цвет (зелень) символизирует растительность как одно из основных богатств района.
Белый цвет (серебряный) — символ чистоты, мудрости, благородства, справедливости, великодушия и указывает на климатические особенности района, его бескрайние снежные просторы.
Жёлтый (золотой) цвет — символ могущества, стабильности, прочности и символизирует людей как основное богатство района.
Голубой (лазоревый, синий) цвет — символ красоты, величия, мягкости, чести, славы, преданности и указывает на речную и газовую магистраль — основу экономического развития района.